# Refúgio de Vida Silvestre Laquipampa

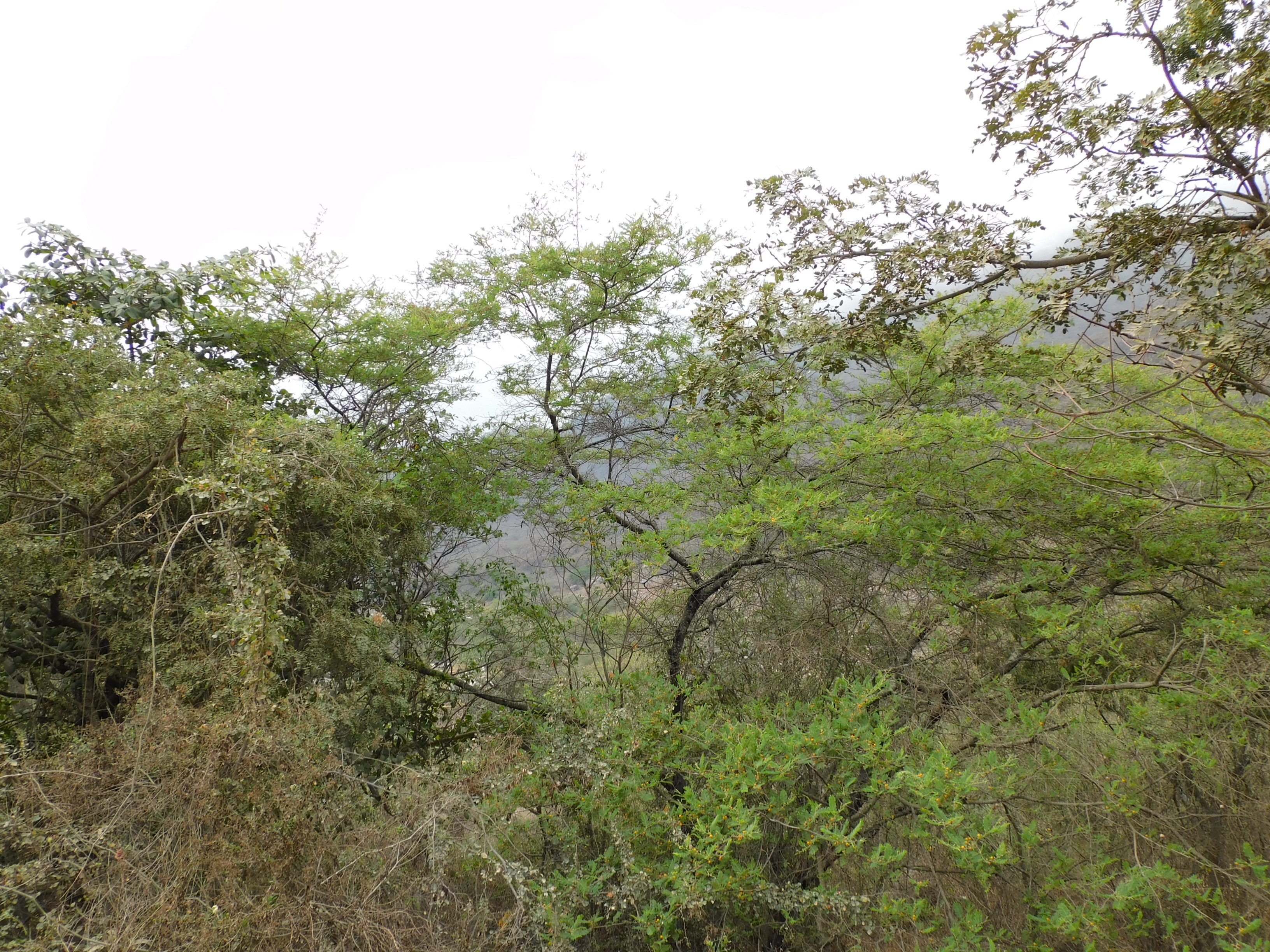
Caminho pela Ruta Lajas

O Refúgio de Vida Silvestre Laquipampa é uma zona reservada do Peru, criada especialmente para proteger a floresta seca e o guan de asas brancas, em 7 de julho de 2006. Está localizado no distrito de Incahuasi, na província de Ferreñafe, departamento de Lambayeque, no norte do Peru.
O acesso ao local, pela cidade de Chiclayo, dar-se-á pela estrada pavimentada para a cidade de Batan Grande (cerca de uma hora e meia), passando por Ferreñafe, Pítipo e Bosque de Pómac e depois por uma estrada afirmada (uma hora e meia) na direção de Incahuasi. Esta estrada passa pela cidade de Laquipampa. A melhor área para observar pássaros está nos arredores do escritório SERNANP e no fluxo "shampao".

## Características do habitat
O Refúgio de vida silvestre Laquipampa inclui altitudes que variam de 400 a 2.600 metros acima do nível do mar e inclui habitats constituídos por florestas secas equatoriais entre 500 e 2000 metros acima do nível do mar, com vegetação mais úmida restrita aos numerosos pequenos vales em altitudes mais elevadas.
O habitat principal é a formação de plantas da floresta seca de colinas, formada principalmente por Palo Santo (Bursera graveolens), Hualtaco (Loxopterygium huasango) e Pasallo (Eriotheca discolor), e a floresta seca de altura (riacho Shambo) que é muito mais úmido que o anterior. 